# 林賢旭
林賢旭（韓語：임현욱），韓國電視劇導演。

## 作品列表

### 電視劇
- 2011年：JTBC《住在清潭洞》
- 2017年：JTBC《有可能知道的人》
- 2018年：JTBC《Life》
- 2021年：JTBC《妳的倒影》[1]
- 2023年：JTBC《歡迎來到王之國》
- 2025年：JTBC《等待京道》